# يوتا إيناغاكي
يوتا إيناغاكي (باليابانية: 稲垣 雄太) (8 يناير 1992 في هيوغو في اليابان – )؛ هو لاعب كرة قدم ياباني سابق كان يلعب كلاعب وسط.

## وصلات خارجية
- يوتا إيناغاكي على موقع رابطة كرة القدم اليابانية للمحترفين (اليابانية)
- يوتا إيناغاكي على موقع Soccerway.com (الإنجليزية)